# John Clive Ward
John Clive Ward (Londres, 1 de agosto de 1924 — Vitória, 6 de maio de 2000) foi um físico britânico. Ele introduziu a identidade Ward-Takahashi, também conhecida como "Identidade Ward". Andrei Sakharov disse que Ward era um dos titãs da eletrodinâmica quântica. Ele fez contribuições significativas para a física quântica do estado sólido, mecânica estatística e o modelo de Ising.
Ward foi um dos autores do Modelo Padrão de interações de partículas de calibre: suas contribuições foram publicadas em uma série de artigos que ele co-escreveu com Abdus Salam. Ele também é considerado um dos primeiros defensores do uso dos diagramas de Feynman. Foi dito que os físicos fizeram uso de seus princípios e desenvolvimentos "muitas vezes sem saber e geralmente sem citá-lo". 
Em 1955, Ward foi recrutado para trabalhar no Estabelecimento de Pesquisa de Armas Atômicas em Aldermaston. Lá, ele derivou independentemente uma versão do  projeto Teller-Ulam, pelo qual foi chamado de "pai da bomba H britânica".